# Gerland d'Agrigente
Pour les articles homonymes, voir Gerland (homonymie).
Saint Gerland d'Agrigente (Geriandus) était évêque d'Agrigente au XIe siècle en Sicile. Sa fête est le 25 février.

## Biographie

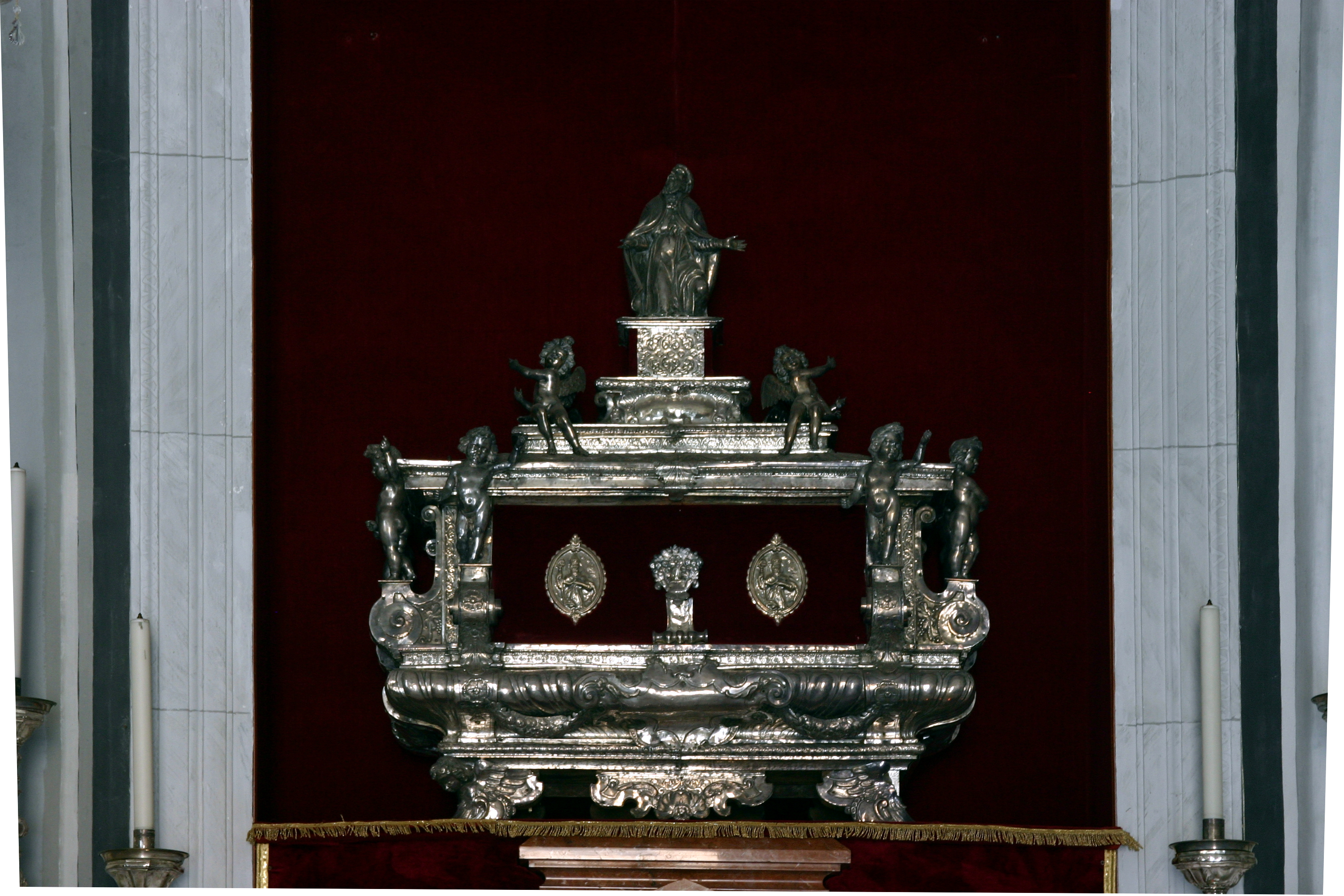
Urne en argent contenant les reliques de saint Gerland, cathédrale d'Agrigente.

Né à Besançon, il est apparenté à la famille de Roger de Hauteville.
Il se distingue par sa grande charité et par ses connaissances dans les sciences sacrées. Il est reconnu pour ses vertus, sa science et sa piété. Il exerce la charge de sacellanus maior puis primecerius scholae cantor de la cathédrale de Mileto en Calabre. Il est nommé par le comte Roger évêque d'Agrigente en 1088, deux ans après la reconquête de la ville sur les Arabes.
Il convertit au christianisme l'ancien émir d'Agrigente, Hamud, qui s'était soumis au comte Roger.
Il a été canonisé en 1159. Ses reliques se trouvent dans une urne en argent dans la cathédrale d'Agrigente qui lui est dédiée depuis sa reconstruction par l'évêque Bertold de Labro en 1305.